# 로스토프나도누
로스토프나도누(러시아어: Росто́в-на-Дону́, 영어: Rostov-on-Don 로스토브 온 돈, 문화어: 로스또브-나-도누)는 러시아 로스토프주의 주도로, 돈강의 하류, 아조프해의 연안에 위치한 도시이다. 1735년에 아조프 일대를 병합한 러시아 제국에 의해 1749년에 건설되었다.
마을의 원래 이름인 "로스토프"에 더해진 "나도누"는 러시아어로 "돈 강에 있다"는 뜻인데, 이는 야로슬라블주에 있는 로스토프(로스토프벨리키)와 구별하기 위해서이다. 돈 강의 로스토프가 세계적으로 유명한 큰 도시이므로, 로스토프라고 하면, 로스토프나도누를 가리키는 경우가 많다.
인구는 111만 9,875명(2016년)이며, 북위 47°14', 동경 39°42'지점에 위치해 있다.
북카프카스 지역 최대의 도시이며, 돈 강 삼각주에서 유일하게 횡단 가능한 장소를 차지하는 교통의 요지이자 카프카스로 통하는 문호이다. 러시아 최대의 농기공장, 선박 수리, 전기 기계, 식료품 공업용 기계 제조, 제분, 담배, 피혁 등의 공업이 있다. 다른 명칭으로는 로스토프-온-돈이라고도 한다.

## 인구
| 연도                | 인구      | ±%      |
| ------------------- | --------- | ------- |
| 1897                | 119,000   | —       |
| 1926                | 327,661   | +175.3% |
| 1939                | 502,928   | +53.5%  |
| 1959                | 599,542   | +19.2%  |
| 1970                | 788,827   | +31.6%  |
| 1979                | 934,095   | +18.4%  |
| 1989                | 1,019,305 | +9.1%   |
| 2002                | 1,068,267 | +4.8%   |
| 2010                | 1,089,261 | +2.0%   |
| 2021                | 1,142,162 | +4.9%   |
| Source: Census data |           |         |

## 기후
로스토프나도누의 기후는 쾨펜의 기후 구분상 습윤 대륙성 기후(Dfa)를 가지고 있으며, 연중 내내 습윤하고 있다. 다만 여름이 덥고 겨울이 추운 냉대 기후에 속하게 된다.
| Rostov-on-Don의 기후          | Rostov-on-Don의 기후 | Rostov-on-Don의 기후 | Rostov-on-Don의 기후 | Rostov-on-Don의 기후 | Rostov-on-Don의 기후 | Rostov-on-Don의 기후 | Rostov-on-Don의 기후 | Rostov-on-Don의 기후 | Rostov-on-Don의 기후 | Rostov-on-Don의 기후 | Rostov-on-Don의 기후 | Rostov-on-Don의 기후 | Rostov-on-Don의 기후 |
| 월                            | 1월                  | 2월                  | 3월                  | 4월                  | 5월                  | 6월                  | 7월                  | 8월                  | 9월                  | 10월                 | 11월                 | 12월                 | 연간                 |
| ----------------------------- | -------------------- | -------------------- | -------------------- | -------------------- | -------------------- | -------------------- | -------------------- | -------------------- | -------------------- | -------------------- | -------------------- | -------------------- | -------------------- |
| 역대 최고 기온 °C (°F)        | 15.0 (59.0)          | 19.8 (67.6)          | 26.0 (78.8)          | 33.6 (92.5)          | 35.6 (96.1)          | 38.4 (101.1)         | 39.6 (103.3)         | 40.1 (104.2)         | 38.1 (100.6)         | 31.0 (87.8)          | 23.1 (73.6)          | 18.5 (65.3)          | 40.1 (104.2)         |
| 일평균 최고 기온 °C (°F)      | −0.1 (31.8)          | 0.7 (33.3)           | 6.9 (44.4)           | 16.1 (61.0)          | 22.3 (72.1)          | 26.6 (79.9)          | 29.2 (84.6)          | 28.8 (83.8)          | 22.6 (72.7)          | 15.0 (59.0)          | 6.3 (43.3)           | 1.2 (34.2)           | 14.6 (58.3)          |
| 일일 평균 기온 °C (°F)        | −2.9 (26.8)          | −3.1 (26.4)          | 2.2 (36.0)           | 10.6 (51.1)          | 16.8 (62.2)          | 20.9 (69.6)          | 23.3 (73.9)          | 22.6 (72.7)          | 16.7 (62.1)          | 10.0 (50.0)          | 2.9 (37.2)           | −1.7 (28.9)          | 9.9 (49.8)           |
| 일평균 최저 기온 °C (°F)      | −5.3 (22.5)          | −5.6 (21.9)          | −0.9 (30.4)          | 6.1 (43.0)           | 11.4 (52.5)          | 15.8 (60.4)          | 18.0 (64.4)          | 16.9 (62.4)          | 11.8 (53.2)          | 6.2 (43.2)           | 0.3 (32.5)           | −4.0 (24.8)          | 5.9 (42.6)           |
| 역대 최저 기온 °C (°F)        | −31.9 (−25.4)        | −30.9 (−23.6)        | −28.1 (−18.6)        | −10.4 (13.3)         | −4.3 (24.3)          | −0.1 (31.8)          | 7.6 (45.7)           | 2.6 (36.7)           | −4.6 (23.7)          | −10.4 (13.3)         | −25.1 (−13.2)        | −28.5 (−19.3)        | −31.9 (−25.4)        |
| 평균 강수량 mm (인치)         | 59 (2.3)             | 53 (2.1)             | 51 (2.0)             | 47 (1.9)             | 56 (2.2)             | 70 (2.8)             | 53 (2.1)             | 44 (1.7)             | 49 (1.9)             | 39 (1.5)             | 53 (2.1)             | 69 (2.7)             | 643 (25.3)           |
| 평균 강수일수                 | 4                    | 5                    | 7                    | 12                   | 11                   | 9                    | 10                   | 8                    | 9                    | 9                    | 12                   | 10                   | 106                  |
| 평균 상대 습도 (%)            | 84                   | 81                   | 76                   | 66                   | 63                   | 64                   | 61                   | 59                   | 67                   | 75                   | 84                   | 86                   | 72                   |
| 평균 월간 일조시간            | 64                   | 82                   | 128                  | 189                  | 265                  | 286                  | 314                  | 293                  | 240                  | 159                  | 64                   | 38                   | 2,122                |
| 출처 1: pogoda.ru.net,        |                      |                      |                      |                      |                      |                      |                      |                      |                      |                      |                      |                      |                      |
| 출처 2: NOAA (sun, 1961–1990) |                      |                      |                      |                      |                      |                      |                      |                      |                      |                      |                      |                      |                      |

## 미디어
- KBS 1TV : 《걸어서 세계속으로》

## 자매 도시
- 영국 글래스고
- 불가리아 플레벤
- 독일 도르트문트
- 독일 게라
- 프랑스 르망
- 미국 모빌
- 그리스 볼로스
- 핀란드 카야니
- 대한민국 청주시
- 터키 안탈리아
- 아르메니아 예레반
- 러시아 모스크바
- 우크라이나 오데사
- 우크라이나 도네츠크